# Fenix DX60

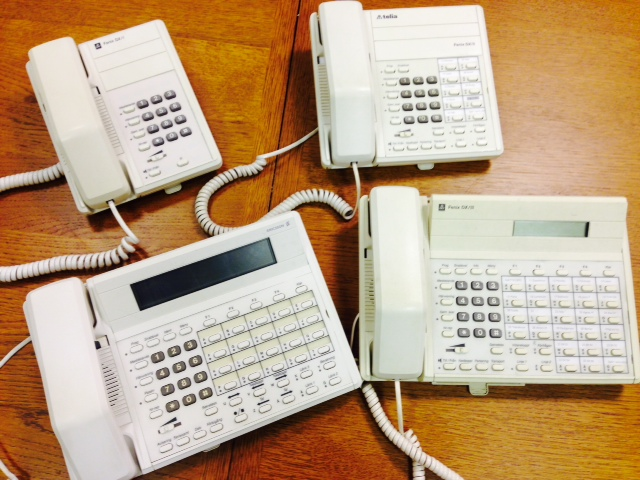
Telefonistapparat och systemapparater till Fenix DX60.

Fenix DX60 är en telefonväxel, lanserad 1987. Fenix DX60 var svenska Televerkets första helt digitala telefonväxel, utvecklad av Televerket och Ericsson under beteckningen ASB 150. Att växeln var helt digital var revolutionerande och möjliggjorde att avancerade telefoner med flera linjer och funktioner kunde anslutas med vanliga tvåtrådiga ledningar. Dessutom tillkom en mängd avancerade funktioner, bland annat kösystem, talsvar (röstbesked), hänvisning, inbyggd telefonkatalog och nummervisning. Fenix DX60 vidareutvecklades sedan av Ericsson till Fenix Businessphone 50/250.